# سيزار بريتو
سيزار بريتو (21 أكتوبر 1964 كوفيليا البرتغال - ) هو لاعب كرة قدم برتغالي يلعب كمهاجم.

## مسيرته الكروية
لعب سيزار بريتو خلال مسيرته الاحترافية مع 6 أندية في ستة عشر موسمًا وسجل خلالها 68 هدفًا ضمن 280 مباراة. حيث فاز في ثلاثة مواسم بالكأس وثلاثة مواسم بالدوري.
خاض سيزار بريتو مسيرته مع نادي بنفيكا في موسم 1985–86 في المرة الأولى ولمدة موسمين ثم في موسم 1989–90 ليلعب معه ستة مواسم، مشاركًا طوالها في 100 مباراة سجل خلالها 21 هدفًا. ثم انتقل إلى نادي بورتيمونينسي في موسم 1987–88 ولمدة موسمين، حيث شارك في 50 مباراة سجل خلالها 13 هدفًا. لينتقل بعدها إلى نادي بيلينينسش في موسم 1995–96 لمدة موسم واحد، مشاركًا في 25 مباراة سجل خلالها 9 أهداف. ثم انتقل إلى نادي سالامانكا في موسم 1996–97 ولمدة موسمين، مشاركًا في 70 مباراة سجل خلالها 22 هدفًا. هذا وانتقل لاحقًا إلى نادي مريدا في موسم 1998–99 ولمدة موسمين، مشاركًا في 34 مباراة سجل خلالها 3 أهداف. ثم انتقل بعدها إلى نادي كوفيليا في موسم 1999–00 لمدة موسم واحد، مشاركًا في مباراة ولم يسجل أي هدف.

## روابط خارجية
- سيزار بريتو على موقع الاتحاد الأوربي (الإنجليزية)
- سيزار بريتو على موقع قاعدة بيانات كرة القدم.إي يو (الإنجليزية)
- سيزار بريتو على موقع ناشيونال فوتبول تيمز (الإنجليزية)